# Gliozzi Peak
Gliozzi Peak ist ein 1475 m hoher Berg im westantarktischen Ellsworthlands. Er ragt in den Douglas Peaks der Heritage Range, der südlichen Hälfte des Ellsworthgebirges, auf. Nur etwa 200 bis 300 m seiner Gesamthöhe sind über die ihn umgebenden Eismassen sichtbar. Er liegt an der westlichen, dem Horseshoe Valley zugewandten, Seite der Douglas Peaks, etwa 5 km südlich des Plummer-Gletschers.
Das Advisory Committee on Antarctic Names benannte ihn 1966 nach dem Glaziologen James Gliozzi, der an der Südpol-Königin-Maud-Land-Traverse im Rahmen des United States Antarctic Research Program in den Jahren von 1964 bis 1965 beteiligt war.